# Sim/Queria dizer
«Sim.../Queria dizer» es un doble sencillo del cantautor español José Luis Perales del álbum Queria dizer. Fue lanzado en 1982 para Portugal, por la discográfica Hispavox (completamente absorbida por EMI en 1985), siendo Rafael Trabucchelli el director de producción.

## Lista de canciones
| Lado A |        |                                             |          |  |
| N.º    | Título | Letras                                      | Duración |  |
| 1.     | «Sim»  | Adaptación al castellano por Fernando Adour |          |  |

| Lado B |                |                                             |          |  |
| N.º    | Título         | Letras                                      | Duración |  |
| 1.     | «Queria dizer» | Adaptación al castellano por Fernando Adour |          |  |

También fue pensada para su difusión en Brasil.